# Konrad I., grof Auxerrea
Konrad I. (u. 876.) je bio grofom nekoliko posjeda. Najbitniji od njih su Aargau i grofovija Auxerre, oko Bodenskog jezera, kao i Pariz od 859. do 862./864. godine. Bio je laički opat (abbas laicus) Saint-Germainea u Auxerreu. Sin je bavarskog gospodara Hwelfa i gospe Hedvige, brat Judite, rimske carice i franačke kraljice, supruge Ludviga Pobožnog, Rudolfa, grofa Ponthieua te Eme, kraljice Istočne Franačke. Pripadao je bavarskoj, odnosno burgundskoj grani dinastije Starijih Welfovaca.
858. je godine zajedno s bližom obitelji: suprugom Adelajdom i sinovima Hugom i Konradom II. napustio svog dotadašnjeg gospodara Ludviga Njemačkog te prešao Karlu Ćelavom, Juditinom sinu. Ovaj ih je za to velikodušno nagradio te je Konradu podijelio brojne grofovske naslove. Ludvig Njemački je pak konfiscirao njegova lena i zemlje. 
Miracula Sancti Germani naziva Konrada Chuonradus princeps (suverenom) pri bilježenju njegova vjenčanja. Prema nekima izvorima njegova se supruga nakon njegove smrti preudala za Roberta Snažnog.